# Tapinoma wroughtonii
Tapinoma wroughtonii este o specie de furnică din genul Tapinoma, descrisă de  Forel în 1904, specia este endemică în Italia, Coreea de Nord și Coreea de Sud.